# Sirenian Shores
Albums de Sirenia
An Elixir for Existence
(2004) Nine Destinies and a Downfall
(2007)
Sirenian Shores est le premier EP du groupe norvégien de metal symphonique Sirenia publié le 11 octobre 2004 par Napalm Records.

## Liste des chansons
Toute la musique est composée par Sirenia.
| No | Titre                                              | Durée |
| -- | -------------------------------------------------- | ----- |
| 1. | Sirenian Shores                                    | 6:01  |
| 2. | Save Me from Myself (remix)                        | 5:05  |
| 3. | Meridian (acoustique)                              | 4:05  |
| 4. | First We Take Manhattan (reprise de Leonard Cohen) | 3:56  |
| 5. | Obire Mortem                                       | 2:22  |